# Битони, Одри
О́дри Бито́ни (англ. Audrey Bitoni; 16 августа 1986, Пасадина, Калифорния, США) — американская порнографическая актриса и фотомодель. В 2008 году она получила награду на церемонии AVN в номинации «Лучшая новая старлетка».

## Биография
Одри Битони имеет немецко-испанские корни, родилась 16 августа 1986 года в Пасадине, штат Калифорния. До 22 лет Одри жила в Чикаго. В настоящее время проживает в Лос-Анджелесе.
В 2004-м году журнал Playboy объявил о наборе моделей для специального выпуска и Одри выслала свои фотографии. После этого она не только получила работу в Playboy, но и попала на его обложку.
В 2006-м году, после окончания учёбы в школе, Одри решила попробовать себя в порнобизнесе, где были лесбийские сцены, эякуляция на лицо, кремпай, оральный секс, проникновение между груди, шлёпание по груди.
Она появляется на обложке ноябрьского выпуска журнала «Penthouse» за 2008 год. В том же месяце она позировала для обложки журнала «Club International».
На 2018 год Одри Битони снялась в 397 фильмах.

### Одри о карьере в порно
«Я люблю то, что я делаю. Каждый аспект бизнеса является захватывающим. Поклонники, приветствующие меня с просьбами об автографе, с похотливым взглядом в их глазах. Мои поклонники — лучшие! Получение премии AVN Awards. Я люблю все это! Вы должны любить то, что Вы делаете. Делайте то, что Вы любите, и Вы будете жить длинной, счастливой и удовлетворяющей жизнью.»— http://www.hustlerworld.com/hustler-models/model-day-audrey-bitoni/

## Награды и номинации
| Год  | Церемония         | Категория                      | Работа        | Результат |
| ---- | ----------------- | ------------------------------ | ------------- | --------- |
| 2008 | AVN Awards        | Лучшая новая старлетка         |               | Номинация |
| 2008 | AVN Awards        | Питомец месяца                 |               | Победа    |
| 2008 | Nightmoves Awards | Лучшая новая старлетка         |               | Номинация |
| 2008 | Nightmoves Awards | Лучшая девушка года            |               | Победа    |
| 2009 | AVN Awards        | Лучшая лесбийская сцена втроем | No Man’s Land | Номинация |
| 2009 | FAME Award        | Лучшая попа                    |               | Номинация |
| 2009 | FAME Award        | Самое горячее тело             |               | Номинация |
| 2010 | FAME Award        | Лучшая попа                    |               | Номинация |
| 2010 | FAME Award        | Самое горячее тело             |               | Номинация |
| 2014 | Juliland Award    | Лучший фотосет                 | Set128        | Победа    |
| 2014 | Juliland Award    | Лучшая проблема                |               | Победа    |
| 2014 | Juliland Award    | Зал славы                      |               | Победа    |

## Фильмография
2011
- Car Wash Girls 2
- Her First Lesbian Sex 16
- Girls In Love
- Internal Damnation
- Intimate Touch
- Bad News Bitches
- Foot Tuggers
- Vampiress
- Girl Gangs 2
- Lesbians Love Sex 4
- Slime Ballin 2
- Analized
- No Man's Land 43
- No Man's Land Girlbang
- No Man's Land Interracial
- Racktastic

2010
- Octopussy 3-D: A XXX Parody (2010)
- American Daydreams 7 (2010)
- Baby Got Boobs 4 (2010)
- Big Tits at Work 10 (2010)
- Big Tits in Uniform 2 (2010)
- Blind Passion (2010)
- Inside the Booby Hatch (2010)
- My Dad's Hot Girlfriend 3 (2010)
- North Pole #73 (2010)
- P.O.V. 26 (2010)
- Real Wife Stories 9 (2010)
- Top Heavy Homewreckers (2010)

2009
- Black Beauty 2: The Devil's Doorway (2009)
- The Sex Files: A Dark XXX Parody (2009)
- Booby Trap (2009)
- Pornstar Athletics 1 (2009)
- A Shot to the Mouth (2009)
- Big Wet Tits 8 (2009)
- Fucked on Sight 6 (2009)
- My Wife & My Mistress (2009)
- Naughty Office 15 (2009)
- Pet's Guide to Blowjobs (2009)
- Pornstars Like It Big 6 (2009)
- Pubic Enemy (2009)
- Sideline Sluts: Cheerleader Confessions (2009)
- Sweet Cheeks 11 (2009)
- Tits to Die For (2009)
- Tunnel Butts 2 (2009)

2008
- Addicted 5 (2008)
- Pornstars Like It Big 2 (2008)
- Internal Damnation (2008)
- Big Tits at School 2 (2008)
- Bust Out (2008)
- Busty Bonitas Bon Bons (2008)
- Cock Grinder: Brea Bennett (2008)
- Erica's Fantasies (2008)
- Flesh Agenda (2008)
- Girls Playing with Girls (2008)
- Goo 4 Two 6 (2008)
- Heaven or Hell (2008)
- I Have a Wife 3 (2008)
- Jesse Jane: Sexy Hot (2008)
- Meet the Fuckers 9 (2008)
- My Evil Sluts 3 (2008)
- Need for Seed 2 (2008)
- No Swallowing Allowed 15 (2008)
- Pretty Pussies Please 4 (2008)
- Rack by Popular Demand 3 (2008)
- Rack It Up 2 (2008)
- Real Wife Stories 2 (2008)
- RPM Xxxtreme: Crotch Rockets (2008)
- Sin & Bare It (2008)
- Spunk'd 8 (2008)
- The Other Side of Sunny (2008)
- This Butt's 4U 4 (2008)
- Top Shelf (2008)

2007
- Taboo 23 (2007)
- Naughty America 4 Her 3 (2007)
- Operation: Desert Stormy (2007)
- The Muse (2007)
- Broken (2007/I)
- Barely Legal School Girls 3 (2007)
- Hogtied Businesswomen! (2007)
- Garter-Stocking Discoveries! (2007)
- Let's See You Get Loose Now, Honey! (2007)
- 1 on 1 (2007)
- All About Me (2007)
- Ashlynn & Friends 2 (2007)
- Big Tits at Work 2 (2007)
- Bound to Please 3 (2007)
- Brat School (2007)
- Carmen Inked (2007)
- Control 5 (2007)
- Control 8 (2007)
- Deeper 6 (2007)
- Deeper 7 (2007)
- Dirty Little Stories 2 (2007)
- Dolores of My Heart (2007)
- Double Play 6 (2007)
- E for Eva (2007)
- Fetish Fucks (2007)
- Fishnets 7 (2007)
- Foreplay (2007)
- Fucked on Sight 2 (2007)
- Fucking Me POV 2 (2007)
- Girls Will Be Girls 2 (2007)
- Girlvana 3 (2007)
- Hannah Erotique (2007)
- Jack's Big Tit Show 5 (2007)
- Jack's Leg Show (2007)
- Jack's Playground 38 (2007)
- Jack's POV 6 (2007)
- Munch Box (2007)
- My First Porn 9 (2007)
- Naughty Book Worms 9 (2007)
- Naughty Office 8 (2007)
- Neighbor Affair 5 (2007)
- No Man's Land 43 (2007)
- No Man's Land: Girls in Love (2007)
- Nylons 2 (2007)
- Only in Your Dreams (2007)
- Playgirl: Heavenly Heat (2007)
- Pop Star (2007)
- Pornstar Confessions (2007)
- Pure Sextacy 2 (2007)
- Rain Coater's Point of View 5 (2007)
- Sex to Die For (2007)
- Sexual Freak 5 (2007)
- Sexual Freak 8: Audrey (2007)
- Sex with Young Girls 11 (2007)
- Shay Jordan: Scream (2007)
- Slime Ballin' 2 (2007)
- Sophia Santi's Juice (2007)
- Spunk'd 7 (2007)
- Tease Me Then Please Me 6 (2007)
- The 4 Finger Club 24 (2007)

- The Contractor 2 (2007)
- The Doll House (2007)
- The Good, the Bad & the Slutty 2 (2007)
- Throb 2 (2007)
- Wasted Youth 3 (2007)
- Who's That Girl 4 (2007)
- Women of Color 12 (2007)

2006
- 2 Young to Fall in Love 3 (2006)
- All Alone (2006)
- Chicks & Salsa 4 (2006)
- Cum Beggars 5 (2006)
- Fresh Outta High School 3 (2006)
- Jana Cova's Juice (2006)
- My Sister's Hot Friend 6 (2006)
- Naughty College School Girls 40 (2006)
- No Man's Land: Interracial Edition 9 (2006)
- Stuffin' Young Muffins 7 (2006)
- Tits Ahoy 4 (2006)
- Young as They Cum 21 (2006)